# بيرتي هيغينز
بيرتي هيغينز (بالإنجليزية: Bertie Higgins)‏ هو مغني وكاتب أغاني وموسيقي أمريكي، ولد في 8 ديسمبر 1944 في تاربون سبرينغز في الولايات المتحدة.

## وصلات خارجية
- الموقع الرسمي
- بيرتي هيغينز على موقع IMDb (الإنجليزية)
- بيرتي هيغينز على موقع ميوزك برينز (الإنجليزية)
- بيرتي هيغينز على موقع إن إن دي بي (الإنجليزية)
- بيرتي هيغينز على موقع ديسكوغز (الإنجليزية)
- بيرتي هيغينز على موقع قاعدة بيانات الفيلم (الإنجليزية)